# Wildlife Photographer of the Year
Der  Wettbewerb für Naturfotografie Wildlife Photographer of the Year wurde 1965 vom BBC Wildlife Magazine (damals noch Animals) ins Leben gerufen. 1984 schloss sich das Magazin mit dem britischen Natural History Museum zusammen und der Wettbewerb in seiner heutigen Form entstand; mittlerweile gilt als einer der renommiertesten Naturfoto-Wettbewerbe.
Natur-Fotografierende aus aller Welt können sich in 19 Kategorien bewerben. Zum ersten Wettbewerb 1965 erhielt die Redaktion 361 Einsendungen, 2002 waren es über 18.500, 2019 über 48.000.
2009 gab es erstmals kein Sieg-Bild. Dem Fotografen José Luis Rodríguez wurde der ursprünglich verliehene Preis für das Bild eines springenden iberischen Wolfes nachträglich aberkannt, da es ein zahmes Exemplar abbildete.

## Kategorien
- Animals in Their Environment (Tiere in ihrem Umfeld)
- Animal Behaviour: Birds (Tierisches Verhalten: Vögel)
- Animal Behaviour: Mammals  (Tierisches Verhalten: Säugetiere)
- Animal Behaviour: All Other Animals  (Tierisches Verhalten: alle anderen Tiere)
- The Underwater World (Die Unterwasserwelt)
- Animal Portraits (Tierportraits)
- In Praise of Plants (Zum Lob der Pflanzen)
- Urban and Garden Wildlife (Flora und Fauna in Stadt und Garten)
- Nature in Black and White (Natur in Schwarz und Weiss)
- Creative Visions of Nature (Kreative Natursichten)
- Wild Places (Wilde Orte)
- 10 years and under (Bis Zehnjährige)
- 11–14 years old (Elf- bis Vierzehnjährige)
- 15–17 years old (Fünfzehn- bis Siebzehnjährige)
- Special Award: Eric Hosking Award (Spezialpreis: Eric-Hoskin-Preis)
- Special Award: Gerald Durrell Award for Endangered Wildlife (Spezialpreis: Gerald-Durrell-Preis für gefährdete Tierwelt)
- Special Award: One Earth Award (Spezialpreis: Eine-Erde-Preis)[6]

## Gesamtsieger ab 1984
- 1984: Richard und Julia Kemp (Diving goosander)[7]
- 1985: Charles Summers (Young cheetah coming to grips with its first springbok)[8]
- 1986: Rajesh Bedi (Himalayan black bear)[9]
- 1987: Jonathan Scott (Wild dog immobilising wildebeest)[10]
- 1988: Jim Brandenburg (Gemsbok in the Namib desert, Namibia)[11]
- 1989: Jouni Ruuskanen (Red-throated diver)[12]
- 1990: Wendy Shattil (Red fox cub)[13]
- 1991: Frans Lanting (Portfolio of 10 Images)[14]
- 1992: André Bärtschi (Red and green macaws)[15]
- 1993: Martyn Colbeck (Bull elephant dusting)
- 1994: Thomas D. Mangelsen (Polar bear and arctic fox)[16]
- 1995: Cherry Alexander (Blue iceberg, Antarctica)
- 1996: Jason Venus (Badger running)
- 1997: Tapani Räsänen (Common tern fishing)
- 1998: Manfred Danegger (Boxing hares)
- 1999: Jamie Thom (Leopard with rising moon)[16]
- 2000: Manoj Shah (Orang-utan and baby)[16]
- 2001: Tobias Bernhard (Grey reef shark)
- 2002: Angie Scott (African elephant family watching a grey heron)
- 2003: Gerhard Schulz (Gorilla and boy)[17]
- 2004: Doug Perrine (Bronze whalers charging a baitball)[18]
- 2005: Manuel Presti (Sky chase)[19]
- 2006: Göran Ehlmé (Beast of the sediment)[20]
- 2007: Ben Osborne (Elephant creation)[21]
- 2008: Steve Winter (Snowstorm leopard )[22]
- 2009: José Luis Rodríguez (disqualifiziert) (The storybook wolf)[23]
- 2010: Bence Máté (A marvel of ants)[24]
- 2011: Daniel Beltrá (Still life in oil)[25]
- 2012: Paul Nicklen (Bubble-jetting Emperors)[26]
- 2013: Greg du Toit (Essence of Elephants)[27]
- 2014: Michael Nichols (The last great picture)[28]
- 2015: Don Gutoski (A tale of two foxes)[29]
- 2016: Tim Laman (Entwined life)[1]
- 2017: Brent Stirton (Memorial to a species)[30]
- 2018: Marsel van Oosten (The Golden Couple)[31]
- 2019: Yongqing Bao (The Moment)[32]
- 2020: Sergey Gorshkov (The Embrace)[33]
- 2021: Laurent Ballesta (Creation)[34]
- 2022: Karine Aigner (Behaviour: Invertebrates)[35]
- 2023: Laurent Ballesta (Golden Horseshoe)
- 2024: Shane Gross (The Swarm of Life)[36]

## Ausstellungen
Folgende Museen stellen die in dem Wettbewerb prämierten Fotografien aus:

### Großbritannien
- Natural History Museum, London (Entwicklung der Ausstellung)

### Deutschland
- Naturhistorisches Museum, Braunschweig
- Hessisches Landesmuseum Darmstadt[38]
- Westfälisches Pferdemuseum Münster
- Naturkundemuseum Reutlingen